# NGC 6524
NGC 6524 este o galaxie situată în constelația Hercule. A fost descoperită în 22 octombrie 1886 de către Lewis A. Swift.